# محمدباقر مجلسی
محمدباقر مجلسی (۱۰۳۷–۱۱۱۰ هجری قمری) مشهور به علامه مجلسی و مجلسی ثانی، فقیه شیعه اخباری دوران شاه سلیمان و شاه سلطان حسین صفوی و مؤلف بحارالانوار است. او اولین عالمی است که به‌طور گسترده اقدام به نوشتن به زبان فارسی کرد و به این وسیله فاصله بین زبان فقها و توده‌ها را پر کرد و آثار او بیشترین نفوذ را در جامعه ایران داشتند. عبدالعزیز دهلوی در زمان مجلسی معتقد بود شیعه را باید مذهب مجلسی دانست.
مجلسی تصوف را از شیعه جدا کرد و عقل‌گرایی فلسفی را از تشیع تا حدود زیادی زدود. با علم مخالف بود و به برداشت‌های حسی بیشتر از عقلی اهمیت می‌داد. تأسیس بسیاری از سنت‌های شیعه کنونی مثل عزاداری و زیارت قبور امامان به مجلسی نسبت داده می‌شود. مجلسی که برخی او را پدر تشیع امروزی ایران می‌دانند، مؤمنان را تشویق می‌کرد که تصورات خیال‌انگیز را به عنوان بخشی از ایمان خود بپذیرند و رهبران خود را به‌عنوان شخصیتی مافوق بشری تجلیل کنند. سیاست ستیز با اهل سنت که توسط مجلسی تدوین شده بود باعث ناراحتی سنیان خراسان و تسخیر اصفهان توسط افغان‌ها و نابودی امپراتوری صفوی شد. این اتفاق یک هویت افغان را در خراسان تثبیت کرد که در قرن بعدی یکی از عوامل جدایی افغانستان از ایران شد.
مجلسی دین را دربردارنده همه امور دنیوی و اخروی و جامعه‌شناسی و روان‌شناسی و سیاست و تجارت و... مبتنی بر روایت‌ها می‌دانست. اعتقاد بر جامعیت دین و تکیه بر حدیث و روایت به‌عنوان سرچشمه معرفت باعث جلوگیری از تفکر و در نهایت لغزیدن جامعه ایران به دامن خرافات شد.

## تولد و زندگی
محمدباقر مجلسی در ۱۰۳۷ قمری در اصفهان متولد گردید. پدرش محمدتقی مجلسی، شاگرد شیخ بهائی و از علما به‌شمار می‌رفت. مادرش فرزند صدرالدین محمد عاشوری بود. او در زمان کوتاهی فقه و کلام و اصول را فرا گرفت و در سیزده سالگی از ملاصدرا، اجازهٔ روایت گرفت. و نزد علامه حسنعلی شوشتری، امیرمحمد مؤمن استرآبادی، میرزای جزایری، شیخ حر عاملی، ملا محسن استرآبادی، ملا محسن فیض کاشانی، ملا صالح مازندرانی، تحصیل کرد.
خودش می‌گوید: الحمدلله رب‌العالمین که بنده در سن سه سالگی همهٔ اینها را می‌دانستم؛ یعنی خدا و نماز و بهشت و دوزخ. و نماز شب می‌کردم در مسجد صفا، و نماز صبح را به جماعت می‌کردم و اطفال را نصیحت می‌کردم به آیت و حدیث، به تعلیم پدرم رحمةالله علیه
مجلسی در برخورد با اصولیون و اخباریون راهی میانه برگزید. وی در پاسخ پرسش‌کنندگان خود نوشت که «مسلک فقیر در این باب بین و وسط» است. وی مانند دیگر فقهای سلف معتقد بود حکومت در صورت رعایت عدالت و رأفت، مشروع است و در صورت دور شدن از عدالت، مقبولیّت آن مخدوش می‌شود.
او در عین همکاری با حاکمان به نصیحت آن‌ها پرداخت در عین الحیات فصلی را به احوال سلاطین و معاشرت نمودن با ایشان و عدل و جودشان اختصاص داد و ظلم ظالمان را مطرح کرده و شاهان و درباریان را از باده‌گساری، کبوتربازی و فساد و خصوصاً لواط که در دربار صفوی بسیار رایج بوده برحذر می‌داشت.

## عقاید و اقدامات
در سال ۱۶۸۷ میلادی شاه سلطان حسین صفوی او را به‌عنوان شیخ الاسلام برگزید و به او اختیار تام برای انجام تغییراتی داد:

### مبارزه با صوفیگری
مبارزه او با صوفیه باعث خداحافظی شیعه از صوفیگری گردید که از ابتدای حکومت صفویه با شیعه گری رابطه تنگاتنگ داشتند.

### مبارزه با فلسفه
او معتقد بود که فلسفه با اسلام ضدیت دارد. او موفق شد تأثیر تصوف و عقل‌گرایی فلسفی را در تشیع قطع کند. پس از رحلت مجلسی، «این روند در میان نسل‌های بعدی علما ادامه یافت» به‌طوری که تصوف کاملاً از تشیع جدا شد و فلسفه نیز تنزل یافت و بخش مهمی از آن نبود.

### مبارزه با علم‌آموزی
مجلسی معتقد بود علم محدود است به دانستن آیات و حلال و حرام و دانستن بیش از آن اتلاف وقت و موجب کفر و الحاد خواهد بود.

### مخالفت با تفسیر قرآن
مجلسی با نظر میرداماد و ملاصدرا که تفاسیر جدید از قرآن را مورد قبول می‌دانستند مخالفت کرد و بیشتر برداشتهای شهودی و حسی از قرآن را معتبر می‌دانست.

### مبارزه با اسلام اهل سنت و بقیه مذاهب
مجلسی گفت: «حاکمان باید شیعه بوده و به شرایع مذهب تشیع پای‌بند باشند و چون صفویه مروّج مذهب شیعه می‌باشد، قابل تقدیرست.»
او شاه را به سرکوب و کشتار مخالفان از جمله اهل سنت ترغیب می‌کرد و اختلافات و دشمنی بین طوایف و قشرهای مردم را در پی داشت چنان‌که پس از او، اختلافات مذهبی موجب قدرت‌یابی افغانی‌ها شد.
وی کتابی نوشت بنام رساله تعیین روز قتل عمر و فضائل نهم ربیع الاول که در آن عمر ابن خطاب را ملعون می‌نامد و از قول امام محمد نقی می‌گوید روز قتل عمر روز عید است.
وی می‌گوید در کفر عمر ابن خطاب شکی نیست و کسانی که او را مسلمان می‌دانند نیز کافر هستند.
از نظر مجلسی، سرچشمه‌های واقعی «مکروه، شر، کفر، گناه و معصیت» ابوبکر، عمر و عثمان هستند که باید مسئولیت تداوم کفر و گناه در زمین را نیز بر عهده بگیرند.
مجلسی با نقل احادیث منسوب به ائمه ادعا می‌کند که «پیروان ابوبکر، عمر و عثمان به جهنم می‌روند»
در کتاب عین الحیات می‌گوید: جابلقا شهری است در غرب با هفتاد هزار سکنه که همه پاک و مذهبی هستند و هیچ کاری نمی‌کنند بجز لعنت کردن عمر و ابوبکر و صلوات فرستادن.
مجلسی ادعا می‌کند عایشه و حفصه پیامبر را مسموم کردند و باعث مرگ او شدند.

### ایجاد برخی مناسک شیعه
بسیاری از مناسک شیعه که امروزه انجام می‌شود توسط او تأسیس شد از جمله مراسم عزاداری امام حسین و زیارت امامان و امامزاده‌ها.

### رساله احکام
مجلسی به «امر به معروف و نهی از منکر» بسیار اهتمام داشت و کوشید تا برای همه موقعیت‌های فرضی که ممکن است یک مؤمن واقعی با آن مواجه شود، فتوا صادر کند. او در مورد همه چیز از نحوه پوشیدن لباس تا آمیزش جنسی و معاشرت با زنان، کوتاه کردن ناخن‌ها، خوابیدن، بیدارشدن، ادرار و مدفوع، تنقیه، عطسه، ورود و خروج به مستراح و معالجه و شفای بسیاری از امراض راهنمایی‌هایی ارائه کرد.

### ساخت ایدئولوژی تمامیت‌خواه
مجلسی با استفاده و سوء استفاده از احادیث، عوام را متقاعد می‌کند که از تحقیقات فکری، اجتماعی و سیاسی کناره‌گیری کنند و همه جوانب امور خود را به صاحب نظران احادیث واگذار کنند. توصیه‌های دینی قوی مجلسی تقریباً در هر حوزه انسانی قابل تصور، شکل ایدئولوژی به خود می‌گیرد که شیعه را به کنار گذاشتن استدلال مستقل ابتدا در حوزه‌های دینی و سپس در سیاست دعوت می‌کند. فراخوان او از شیعه برای کنار گذاشتن تفکر مستقل و پذیرش تقلید کورکورانه از فقهای شیعی نه تنها زمینه فکری یک ایدئولوژی تمامیت‌خواه بلکه زمینه را برای استقرار یک نظام سیاسی مطلقه مبتنی بر خرافات فراهم می‌کند. مجلسی ایدئولوژی خرافی خود را در انتخاب احادیث پایه‌ریزی می‌کند. او به نام حقایق غیرقابل نفی دینی که مدعی است از ولایت ائمه و پیامبر است، پیوسته عقل‌گرایی و تفکر مستقل را نفی می‌کند.

#### چهار رکن ایدئولوژی مجلسیزم
اول اینکه ذهن عوام ناقص است.
دوم اینکه برای رسیدن به سعادت جامعه، نیاز به حکومت فقها و/یا پادشاهان اسلامی وجود دارد.
سوم اینکه روابط علّی معلولی خرافی و غیرعقلانی جزئی از روایات شیعه است.
چهارم اینکه عقاید و مناسک شیعه را مجلسی تعریف می‌کند.

#### پر کردن «ذهن ناقص» عوام
وی ذهن ناقص عوام را با دو نوع اطلاعات پر می‌کند:
اول دستورالعمل‌هایی در مورد نحوه انجام فعالیت‌های روزمره و رفتار شخصی به مردم ارائه می‌دهد.
دوم مردم را از عقاید و شعائر صحیح دینی آگاه می‌سازد.

### خرافه‌سازی
خرافات بر تبیین منطقی یا عقل سلیم تکیه نمی‌کند، زیرا روابط بین علل و معلول‌ها را در تضاد با قوانین طبیعی برقرار می‌کند.
به عنوان مثال، مجلسی می‌نویسد: «کسی که پنج‌شنبه یا دوشنبه ناخن‌های خود را کوتاه کند، از درد دندان یا چشم‌درد در امان می‌ماند».

#### نمونه‌هایی از خرافات درکتاب حلیه المتقین
فصل دوم از باب هفتم: در آداب داخل شدن و بیرون آمدن و دعاهایی که باید خواند
- در احادیث معتبره وارد شده‌است که هر که ایمان به خدا و روز قیامت دارد باید که بی لنگ داخل حمام نشود.
- از حضرت صادق منقول است که هر که با لنگ به داخل حمام شود حق تعالی گناهان او را به پردهٔ ستر بپوشاند.
- از حضرت موسی وارد شده‌است که در روز چهارشنبه به حمام بروید.

فصل سوم از باب هفتم: در بیان آنچه در حمام نباید کرد و آنچه تجویز شده‌است
- از حضرت علی منقول است که بول نمودن در حمام مورث فقر و پریشانی است.
- در روایتی وارد شده که در حمام سلام نکنند و آن در صورتی است که لنگ نبسته باشند زیرا که در احادیث بسیار وارد شده‌است که ائمه در حمام سلام نموده‌اند بر مردم.

فصل دوم از باب دوازدهم: در مذمت تکلف بسیار در خانه کردن و بسیار بلند ساختن
- در چند روایت معتبر وارد شده که هر که سقف خانه را زیاده از هشت ذرع بلند کند جنیان و شیاطین در آن خانه جا می‌کنند.
- در حدیث دیگر منقول است که شخصی شکایت نمود به حضرت صادق که جنیان آزار اهل خانه و عیال من می‌کنند. حضرت پرسیدند که ارتفاع سقف خانهٔ تو چه مقدار است؟ گفت: ده ذرع است. حضرت فرمود که از زمین تا هشت ذرع بپیما و از ما بین هشت تا ده آیة الکرسی بنویس بر دور خانه زیرا که هر خانه ای که ارتفاع آن زیاده ازهشت ذرع است جنیان در آن خانه حاضر می‌باشند و در آنجا سکنی می‌کنند.
- در حدیث دیگر منقول است که شخصی به حضرت امام محمد باقر شکایت نمود که جنیان ما را از خانه به در نموده‌اند. حضرت فرمود که سقف خانه‌های خود را هفت ذرع کنید و کبوتر در اطراف خانه جا بدهید. راوی گفت که چنین نمودم و دیگر بدی ندیدم.

فصل سوم از باب دوازدهم: در نقاشی کردن و تصویر کشیدن و صورت صاحب روحی را ساختنکه سایه داشته باشد.
- در چند حدیث معتبر از حضرت علی منقول است که حضرت رسول مرا به مدینه فرستادند که هر صورتی که باشد محو کنم و قبرهای بلند را هموار کنم و سگ‌ها را بکشم.
- از حضرت رسول منقول است که جبرئیل گفت که یا محمد! پروردگارت سلام می‌رساند و تو را نهی می‌کند از مثال‌ها و صورت کشیدن در خانه.

فصل ششم از باب دوازدهم: در نگاه داشتن حیوانات در خانه خصوصاً کبوتر و خروس
- از حضرت امام محمد باقر منقول است که خوب است حیوانات در خانه نگاه داشتن مثل کبوتر و مرغ و بزغاله تا آنکه اطفال جنیان با ایشان بازی کنند و با اطفال شما بازی نکنند.
- در حدیث دیگر امام صادق فرمود که هر خانه ای که در آن خانه کبوتر باشد آفتی از جن به اهل آن خانه نمی‌رسد زیرا که بی خردان جن بازی می‌کنند در خانه ای که کبوتر در آن خانه هست مشغول آن می‌شوند و متوجه آدمی نمی‌شوند.
- در روایت دیگر از داوود بن فرقد منقول است که گفت در خانه حضرت صادق کبوتر راعبی را دیدم که بسیار می‌خواند. حضرت فرمود که می دانی که این کبوتر چه می‌گوید؟ گفتم:نه. فرمود که نفرین می‌کند بر قاتلان جناب امام حسین پس ایشان را در خانهٔ خود نگاه دارید.
- در حدیث دیگر فرمود که جناب امیر المومنین چاهی کنده بودند خبر دادند به آن جناب که جنیان سنگ در آن چاه می‌اندازند. حضرت آمدند و بر سر آن چاه ایستادند و فرمودند که دست از این عمل بردارید و اگر نه کبوتر در این چاه جا می‌دهم. پس فرمود که صدای بال کبوتر شیاطین را دفع می‌کند.
- در چند حدیث منقول است که کبوتر خانگی یا کبوتر یاهو یاد خدا بسیار می‌کنند و اهل بیت را دوست می‌دارند و صاحب خانه را دعا می‌کنند که خدا شما را برکت دهد.
- امام صادق در حدیثی فرمود که خروس سفید یار من و یار هر مؤمنی است.

فصل هشتم از باب دوازدهم: در بیان احوال سایر طیور و ذکر بعضی از حیوانات که کشتن ایشان رواست یا روا نیست.
- در حدیثی از امام رضا منقول است که حضرت رسول نهی فرمود از کشتن پنج جانور: صرد و صوام که مرغی است در میان نخلستان می‌باشد و معروف است و هدهد و مگس عسل و مورچه و وزغ و امر به کشتن پنج حانور فرمود: کلاغ و کور کوره و مار و عقرب و سگ درنده و در حدیث دیگر فرمود که هر که ماری بکشد چنان است که کافری کشته‌است.

#### از کتابحق الیقین
- در مورد خصوصیات امام می‌گوید:

در شبی که متولد شود نوری در آن خانه ساطع شود که پدر و مادرش مشاهده کنند. چون به زمین آید رو به قبله کند و سه مرتبه عطسه کند و انگشت به تحمید بلند کند و ناف بریده و ختنه کرده بیاید و دندانهایش همه روئیده باشند و یک شبانه روز نور زردی همچون طلا از دستهای او ساطع باشد
- کلینی از امام باقر نقل کرده‌است که امام را ده علامت است:

۱. پاکیزه و ناف بریده و ختنه کرده بدنیا آید.
۲. چون از شکم مادر بیرون آید دست برزمین نهاده شهادتین گوید.
۳. محتلم نمی‌شود و خبائث جنابت به او نمی‌رسد.
۴. دیده اش بخواب می‌رود ولی دلش بخواب نمی‌رود.
۵. خمیازه و کمانکش نمی‌کشد.
۶. از پشت سر می‌بیند همچنان‌که از جلو می‌بیند.
۷. فضله او بوی مشک می‌دهد و...
- مجلسی می‌گوید پیامبر هزار معجزه داشته‌است از جمله:

۱. نوری که همواره از پیشانی او ساطع می‌شد
۲. نوری که از انگشتان او ساطع می‌شد
۳. شق القمر
۴. شفای کورها
۵. برگرداندن آب به چاه با تف کردن در آن
۶. پیشگویی
۷. زنده کردن مردگان و…

#### از کتاب جلاء العیون
ابن قولویه از مردی اهل بیت‌المقدس روایت کرده که گفت :بخدا سوگند ما در واپسین روزی که حسین ابن علی شهید شد دانستیم… هیچ سنگ و کلوخی را برنداشتیم مگر آنکه در زیر آن خون تازه می‌جوشید و دیوارها همانند خون سرخ شده و سه روز از آسمان خون تازه بارید

### چاپلوسی شاهان
مجلسی در مقدمه کتاب‌های حق الیقین، جلا العیون، حلیة المتقین و زاد المعاد، به شاهان صفوی بیش از حد ادای احترام می‌کند و آنها را چاپلوسی می‌کند. حدود ده سال از شروع سلطنت شاه سلیمان گذشته که می‌نویسد در نتیجه عدالت شاه «غم و اندوه در ذهن مردم نادر شده‌است»
وی می‌نویسد کسانی که اوقات خود را در مساجد می‌گذرانند، فقط برای «بقای حکومت او» دعا می‌کنند. با توجه به حکومت عموماً بی‌دین، ضعیف و فاسد شاه سلیمان، ارزیابی مثبت مجلسی از سلطنت را تنها می‌توان به منزله چاپلوسی خودخواهانه دانست.
شاه سلیمان یک زن باز بی کفایت الکلی بود که علناً دختران جوان را می‌دزدید تا حرمسرای خود را پر کند. سلطنت او به عنوان یکی از بدترین دوره‌های صفوی به تصویر کشیده شده‌است که با بحران‌ها، هرج و مرج، سوء مدیریت، فساد گسترده، نارضایتی مردم مشخص می‌شود. در پیشگفتار حق‌الیقین، آخرین کتاب او به فارسی که یک سال قبل از مرگ نوشته‌است، از شاه سلطان حسین به عنوان «ارباب و سرور همه پادشاهان» و کسی که «فرمانده لشکری از فرشتگان است» تجلیل می‌کند. مجلسی، شاه را «مظهر فیض الهی»، «سلطان عادل» و «سایه خدا» توصیف می‌کند و دعا می‌کند که سلطنت او تا ظهور امام زمان ادامه یابد.
مجلسی به روایت منسوب به یکی از ائمه اشاره می‌کند که پیش‌بینی کرده گروهی از مشرق مردم را دعوت می‌کنند و به نام ایمان واقعی (شیعی) جهاد می‌کنند. گفته می‌شود که این گروه سلسله ای تشکیل می‌دهند که تا زمانی که قدرت را به امام دوازدهم بسپارند ادامه خواهد داشت. مجلسی پس از بیان این گزارش می‌گوید که بر عقلا مشهود است که این سلسله صفوی بوده که از شرق آمده و مردم را دعوت کرده و به نام ایمان راستین جهاد کرده‌است.

### حفاظت از موقعیت شاهان
مجلسی در اولین کتاب فارسی خود به نام «عین الحیات» زمینه را برای تبیین موقعیت تسخیرناپذیر شاه شیعه فراهم می‌کند. از نظر شرعی بر اهالی ایران به عنوان تابعان شیعی شاه است که از او پیروی کنند و از هرگونه مخالفت با وی خودداری کنند.
مجلسی سه دلیل را مطرح می‌کند.
۱-حدیثی منسوب به یکی از ائمه نقل می‌کند که در آن، هنگامی که حضرت ابراهیم (ع) جلوتر از نمرود حرکت کرد، از جانب خداوند وحی به او رسید که در پشت سر او حرکت کند. از این گزارش مجلسی استنباط می‌کند که مردم ملزم به احترام و ادب نسبت به پادشاه هستند، هر چند غیرمسلمان، کافر و ظالم باشد.
۲- مجلسی حدیثهای منسوب به پیامبر را نقل می‌کند تا ثابت کند که اطاعت بی چون و چرا و مطلق از پادشاهان نه تنها امری خداپسندانه و دستور است، بلکه امنیت شخصی فرد را بیشتر تأمین می‌کند و از خشم شاه دوری می‌کند. مجلسی بر اساس این احادیث معتقد است که مردم نباید پادشاهان خود را تحقیر کنند، با آنها مخالفت کنند و با آنها مبارزه کنند. مجلسی معتقد است که دشمنی و مقاومت در برابر پادشاهان برای مخالفان آنها بدبختی و سختی خواهد آورد. مجلسی برای مخالفت با شاهان مجازات‌های مذهبی را نیز تعیین می‌کند. وی به روایتی منسوب به پیامبر اشاره می‌کند: «کسی که از اطاعت پادشاهان امتناع کند، خدا را نافرمانی کرده‌است».
۳-مجلسی تلاش می‌کند نشان دهد که آنچه پادشاهان انجام می‌دهند خواست خداست. او می‌نویسد خداوند پادشاهان را «آزمایش» کرده و سپس به آنها «حق غلبه و حکومت» را به عنوان پادشاه داده‌است. مجلسی استدلال می‌کند که در واقع اگر پادشاهان ظالم یا ستمگر باشند به این دلیل است که خداوند اراده کرده‌است. به عنوان مجازات مردم برای گناهان و نافرمانی آنها؛ بنابراین، پادشاهان ظالم، به اندازه عادلان، ابزار خدا هستند. پس جامعه موظف است هر شرط اجتماعی و سیاسی را که بر آن تحمیل می‌شود منفعلانه بپذیرد.

### تأسیس تشیع صفوی[۴۷]

#### دین دولتی
مردم عادی که با احساس وظیفه مذهبی عجین شده بودند، با توصیه‌های قاطع یک عالم برجسته که از لحاظ سیاسی نیز قدرتمند بود، مواجه شدند. آموزه‌های او بدون راستی‌آزمایی و موشکافی به واجبات یک دین دولتی تبدیل شدند. کتاب‌های او هدف دوگانه ای را دنبال می‌کردند. یکی تلقین حقانیت شیعه به عامه مردم و دیگر ساخت تدریجی یک مذهب رسمی دولتی، که در آن توصیه‌ها و تنبیه‌ها از نظر قانونی و سیاسی لازم‌الاجرا بودند.
مجلسی در پی تدوین دین دولتی بر اساس تصورات خود، محیط مذهبی بسته و انعطاف‌ناپذیری را ایجاد می‌کند که در آن شیعی وارسته خود را ناگزیر می‌داند که از سخنان او به گونه ای پیروی کند که گویی از مبانی دین است.

#### دین ضد سنی
در حالی که از نظر تاریخی، عمر دومین خلیفه امت اسلامی است، مجلسی او و همه کسانی را که او را مسلمان می‌دانند کافر می‌داند و احساسات ضد سنی را که قبلاً توسط صفویان دامن زده شده بودند را به جزء لاینفک تشیع صفوی تبدیل می‌کند.

#### تأکید بر مناسک فرعی
در حالی که شعائر و مناسک واجب متعارف اسلام رایج است، بر برخی از مناسک فرعی به عنوان وجه تمایز تشیع تأکید می‌کند. برای مثال، با ارتقای عمل شرکت در مجالس عزاداری به مقام «اعظم الطاعات و اشرف القرابات» و وسیله نیل به «سعادت»، مجموعه جدیدی از واجبات الزام‌آور اعتقادی را بیان می‌کند.

#### تأکید بر اهمیت گریه و زاری
وی از شرکت در مجالس عزاداری و زجه زدن برای شهادت ائمه به عنوان «عبادات عالی» و عالی‌ترین وسیله برای تقرب به خدا یاد می‌کند و اهمیت آن را به اندازه نمازهای واجب در اذهان شیعیان جا می‌اندازد. با گذشت زمان، تشیع ایرانی به‌طور فزاینده‌ای با مناسک فرعی شناسایی می‌شود که در نتیجه ترویج اجباری مجلسی از آن‌ها به‌عنوان اصول اساسی شیعه جنبه اجباری پیدا کرده‌اند.

#### دین احساسی
مجلسی بر ایجاد یک تشیع احساسی در میان مردمی متمرکز شد که به سختی قادر به تشخیص واجبات اصلی دین از توصیه‌ها بودند. روایات کتاب جلا العیون او ادعا می‌کنند که دستورهای آن اگر در جلسات عزاداری به دقت رعایت شوند، شانس رستگاری را افزایش می‌دهند.

#### اهمیت تقیه
مجلسی تا جایی پیش می‌رود که تقیه را نود درصد دین اعلام می‌کند و می‌گوید هرکس تقیه نکند مسلمان نیست احتمالاً تأکید مجلسی بر تقیه بخاطر اینست که شیعیان را از ورود به بحثها دور نگه دارد و فکر آنها را محدود به امور سطحی کند
وی تسلیم، بزدلی و خضوع را برای شیعه فضیلت می‌داند. شخصیت آرمانی شیعه به صحت تشیع اعتقاد دارد و در عین حال عقاید خود را پنهان یا حتی محکوم می‌کند. در دوگانگی زندگی می‌کند. از یک سو اعتقاد به یک حقیقت و تمایل به حمایت از آن، از سوی دیگر مقید بودن به تفسیر خاصی از همان حقیقت، یعنی مجلسیت.

#### کتب سه‌گانه
مجلسی با نقل از اصول کافی کلینی می‌گوید که امام علی و فرزندانش از روز خلقت تا ابد دارای سه کتاب «حقیقت کامل» بوده‌اند که جامعه شیعی را قادر می‌سازد تا به تمام معارف و اطلاعات گذشته، حال و آینده دسترسی داشته باشدو شامل همه احکامی است که بشر به آن نیاز خواهد داشت.
اول، کتاب مقدس فاطمه، مصحف فاطمه، که حجم آن سه برابر قرآن است بدون اینکه کلمه ای از قرآن در آن باشد و توسط جبرئیل به دختر پیامبر وحی شده‌است.
دوم، متنی دو جلدی به نام جفر اصغر و جفر اکبر که حاوی دانش انباشته همه انبیا، اووصیا و فقها و نیز تک تک حکم‌های متصور برای همه خطاهای احتمالی است.
سوم کتاب جامع به دیکته پیامبر و تألیف علی، شامل تمام مستحبات و حرام‌ها و نیازها و نیازهای دینی هر عصر و جزئیات جزا و ثواب.

#### افزودن بر واجبات
مجلسی می‌گوید احترام به پیامبر و ائمه در زمان حیات و بعد از رحلتشان و نیز احترام به آنچه که به آنها نسبت داده می‌شود، مانند حرم، بقاع، گزارش‌ها، اهل بیت آنها، محدثین و ناقلان علم آنها واجب است.
مجلسی در عرصه تکریم محدثین و گردآورندگان اخبار شیعی را در حد ائمه قرار می‌دهد و آن را به یک تکلیف شرعی به عنوان ضروری جدید یا ضروری فرعی عقیده شیعی تبدیل می‌کند.

#### ضروریات مذهب شیعه
مجلسی در کتاب حق الیقین به نقل از شیخ صدوق اعتقادات ضروری برای شیعه بودن را موارد ذیل می‌داند:
1. توحید
2. رجعت: تعداد منتخبی از دوستان و دشمنان ائمه شیعه در زمان ظهور امام دوازدهم و قبل از روز قیامت همراه او بازمی‌گردند
3. ازدواج موقت یا متعه
4. بخش دوم مناسک حج: مرکب از عمره تمتّع و حج تمتّع
5. معراج جسمانی
6. سؤال شب اول قبر
7. چشمه کوثر
8. شفاعت پیامبر و امامان
9. خلقت بهشت و جهنم و پل صراط
10. قیامت و روز قیامت
11. پاسخگویی در آخرت

مجلسی در کتاب اعتقادات، موارد را که در حق الیقین ذکر شده با چهار مورد دیگر بسط می‌دهد تا به پانزده برسند:
۱۲- همزمان به اهل بیت پیامبر و امامان محبت کند و از کسانی که خلافت علی را غصب کرده‌اند، یعنی ابوبکر، عمر و. عثمان، علاوه بر دشمنان ائمه اظهار تنفر کرده لعنت بفرستد.
۱۳-باید معتقد باشد که آسمان‌ها به یکدیگر متصل نیستند، بلکه بین هریک ۵۰۰ سال فاصله هست که پر از فرشتگانی است که پیوسته خدا را پرستش می‌کنند.
۱۴-عقیده به عصمت ملائکه را به یکی دیگر از اعتقادات واجب برای شیقی تبدیل می‌کند.
۱۵-فشار قبر

#### قرآن کامل
مجلسی معتقد است که قرآن کامل توسط امام علی پس از دفن پیامبر جمع‌آوری شد اما عمر از پذیرش این تألیف امتناع ورزید، زیرا شامل ابواب نفاق و کفر و ولایت امام علی و فرزندانش بود. به گفته مجلسی، امام علی از امتناع عمر خشمگین شد و قرآن کامل را به خانه خود برگرداند و وعده داد که «تا ظهور امام دوازدهم هیچ‌کس این قرآن را نخواهد دید». … و به مردم «قرآن جدید» آموزش داده خواهد شد.

#### پرستش با واسطه
برای مجلسی، زیارتگاه و مقبره ائمه به اندازه کعبه اهمیت دارند. او در پی القای آیین زیارت قبور ائمه شیعه به عنوان یک ضرورت اعتقادی شیعی است. تأکید مجلسی بر تکریم قبور و ضریح ائمه به عنوان یک واجب شیعی، ارتباط تنگاتنگی با مضمون مکرر او دارد که خداوند از طریق ائمه پرستیده می‌شود.

#### نقش زیارت و گریستن برای امام حسین
به گفته مجلسی، زیارت مرقد ائمه به ویژه امام حسین و اشک ریختن برای امام حسین از ابزارهای کلیدی برای کسب فیض یا کفاره همه گناهان و ورود مستقیم به بهشت است.و هرکس برای امام حسین مرثیه ای بخواند و اشک خود یا یک یا پنجاه نفر دیگر را در بیاورد، قطعاً جایی در بهشت خواهد داشت.

#### اهمیت ولایت
مجلسی مدعی است که رعایت دقیق مناسک عبادی جایگاهی در بهشت برای کسانی که از ایمان به ولایت امامان امتناع می‌ورزند، تضمین نمی‌کند.

### نظر مجلسی راجع به علم
تعریف مجلسی از «علم» بسیار تنگ نظرانه بود: «علم به آیات روشن و مطمئن، به واجبات دینی که خداوند مقرر داشته‌است، و احادیث نبوی که تا روز قیامت معتبر است اطلاق می‌شود». او هشدار داد که فراتر از این طلب علم «تلف کردن عمر» است و «به‌طور کلی به ارتداد و بدعت می‌انجامد، در این صورت احتمال رستگاری فرد بسیار بعید است»
در مورد مواجهه محمدباقر مجلسی با علوم عقلی اختلاف نظرهایی وجود دارد. عبدالهادی حائری معتقد است که مجلسی بر ضد دانش‌های مبتنی بر خرد و استدلال برخاست و نوشت که نباید پیرامون علم و صفات خداوند و شبهه‌های مربوط به قضا و قدر اندیشید. ملاصدرا را تکفیر کرد و ملا محمدصادق اردستانی را از اصفهان بیرون کرد
توضیح تازه ای از آقا محمدمهدی پاشنه طلا یزدی (نتیجه ملا محمدصادق اردستانی) در ذیل نگارش شجره‌نامه‌اش در صفحه آخر یکی از نسخ خطی محفوظ در کتابخانهٔ ملی ایران یافته شده‌است که این ادعا را رد می‌کند. علی دوانی نیز معتقد بود که این مطلب (ضد علم بودن) تهمت به مجلسی است.

### مخالفت با عرفان
او با عرفان میرداماد و ملاصدرا که قرآن را همیشه برای تفسیر مجدد باز می‌دانستند و به بینش‌های شهودی اعتبار قائل بودند مخالف بود.

### نظریه ولایت
مجلسی در رساله فیلسوفان، اصولیون و صوفیه، موضع فیلسوفان (حکما) و استفاده مستقل از استدلال به عنوان ابزاری برای کشف حقیقت و تشخیص خیر و شر را رد می‌کند.
او استدلال می‌کند که همه امور، اعم از معنوی و دنیوی، طبق قرآن باید در زمان پیامبر به پیامبر ارجاع داده شود. پس از رحلت پیامبر، طبق دستور او، همه امور دنیوی و معنوی باید به قرآن و اهل بیت یا ائمه رجوع شود، زیرا آنها به قرآن دانا بودند. در نهایت مجلسی به دوران غیبت می‌پردازد که امام دوازدهم در آن غیبت است. او معتقد است که بر اساس دستور صریح ائمه، مردم باید با پیروی از محدثین از احادیث استفاده کنند؛ بنابراین، مجلسی در رابطه با نظریه دینی-سیاسی حکومت و رهبری، معتقد بود که در غیبت امامان معصوم، حقیقت و هدایت را باید از محدثین و علما جستجو کرد.

## شاگردان
- سید ابوالقاسم خوانساری (میرکبیر)
- ملا محمدجعفر سبزواری
- سید نعمت‌الله جزائری[۷۱][۷۲]

## مقام شیخ‌الاسلام
مجلسی بعد از مرگ آقا حسین خوانساری در ۱۰۹۹ ق. توسط شاه سلیمان صفوی به مقام ملاباشی یا شیخ‌الاسلامی رسید؛ بالاترین مقامی که پس از پادشاه قرار داشت. مجلسی زندگی بسیار مجللی داشت. سید نعمت‌الله جزایری همکار و شاگردش نوشت که شلوار زنان خدمتکار او از گران‌بهاترین پارچه‌های کشمیر بود. لارنس لاکهارت، رابطه مجلسی با شاه را نه از روی جاه‌طلبی که مبتنی بر انگیزهٔ دینی می‌داند.
شاه، کمال متابعت در مطالب دینی از او داشت و در هر کار همراهی می‌نمود. مواعظ او شاه را سودمند آمد. از جمیع مناهی توجه نمود.
وی با دخالت در امور کشوری، از رواج فساد و تباهی و باده‌گساری -تا حد امکان- ممانعت کرد اما شاه را به سرکوب و کشتار مخالفان از جمله اهل سنت ترغیب می‌کرد و اختلافات و دشمنی بین طوایف و قشرهای مردم را در پی داشت چنان‌که پس از او، اختلافات مذهبی موجب قدرت‌یابی افغانی‌ها شد.

## درگذشت
وی در روز دوشنبه ۲۷ رمضان سال ۱۱۱۰ در اصفهان درگذشت و جمال خوانساری فرزند آقاحسین خوانساری بر پیکر او اقامهٔ نماز کرد. پیکر او در جامع عتیق اصفهان مدفون شد. مرگ او، ۲۳ سال خورشیدی پیش از سقوط اصفهان اتفاق افتاد.

## منتقدان
علی شریعتی را از مخالفان بزرگ مجلسی دانسته‌اند. وی مجلسی را امام سیزدهم خواند و گفت نفوذ مجلسی حتی در قرن بیستم به قدری است که نمی‌توان از او انتقاد کرد.
سید محسن امین و سید محمدحسین طباطبایی عقیده داشتند گرچه بحارالانوار از بزرگ‌ترین کتب حدیث شیعه است، ولی نیاز به تجدیدنظر دارد؛ زیرا مواد کم و مفید را با مواد بی‌ارزش زیاد مخلوط کرده و کتاب تبدیل به ملغمه‌ای شده که راست و دروغ در آن مخلوط و قابل تشخیص نیستند.

## میراث مجلسی
مجلسی از مردم می‌خواهد دستورهای روحانیون و سیاسیون را کورکورانه بپذیرند. ایدئولوژی او متکی بر خالی کردن ذهن انسان از فکر انتقادی و پرکردن خلأ فکری با ترس از عقلانیت، تقدیرگرایی و تسلیم است. از شیعیان دعوت می‌کند فضیلت دست کشیدن از ظرفیت‌های فکری و عقلانی خود را بپذیرند و قدر بدانند. آنها باید غریزه و توانایی خود را بخاطر نفع ثواب دنیوی و اخروی که مجلسی وعده می‌دهد سرکوب کنند. این ایدئولوژی نفرت مردم را نسبت به اهل سنت که در زمان مجلسی خطری داخلی برای حکومت صفوی نبودند تقویت می‌کرد.
توده‌ها باید از هرگونه ادعای تفکر و ابتکار فردی چشم بپوشند. به ظرفیت‌های انسانی خود و نیز تلاش‌های همنوعان خود بی‌اعتماد باشند. از شرکت در سازمان‌های اجتماعی که از افکار مستقل و فردی آنها سرچشمه می‌گیرد خودداری کنند. آنان با چشم پوشی از قدرت تفکر و عمل مستقل، باید در هر شئون زندگی خود همواره از رهنمودهای علمای شیعی استقبال کنند. در راس طبقه حاکم، شاه صفوی، مورد لطف خداوند و با قدرت شمشیر حکومت می‌کند.

## تألیفات

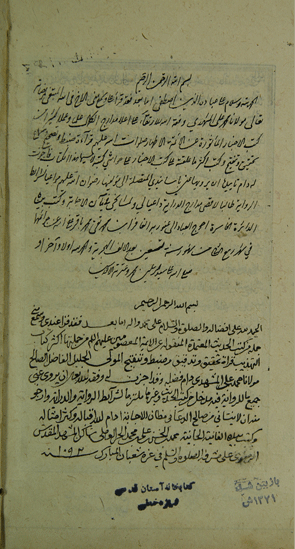
دستخط علامه مجلسی، مربوط به قرن ۱۱ هجری قمری در کتاب تهذیب احکام

او در عمر ۷۳ ساله خویش، بیش از صد کتاب به زبان فارسی و عربی نوشت که تنها یک عنوان آن بحارالانوار است با ۱۱۰ جلد و عنوان دیگر مرآة العقول با ۲۶ جلد. حدود ۴۰ کتاب نیز به او نسبت داده شده‌است.
اولین تألیف علامه را کتاب الأوزان و المقادیر یا میزان‌المقادیر دانسته‌اند که در سال ۱۰۶۳ تألیف شده‌است. آخرین تألیف او هم کتاب حق‌الیقین است مربوط به سال ۱۱۰۹ هجری، یعنی یک سال قبل از مرگش نوشته شده.
برخی کتب علامه عبارت‌اند از:
1. بحارالانوار، که یک مجموعه بزرگ روایی و تاریخی است و در ضمن آن تفسیر بسیاری از آیات قرآن هم آمده‌است.[۸۰]
2. مرآة العقول، شرح کافی شیخ کلینی است در ۲۶ جلد.
3. ملاذ الأخیار، شرح تهذیب شیخ طوسی است در ۱۶ جلد.
4. الفرائد الطریفة، شرح صحیفه سجادیه امام چهارم شیعان (زین العابدین) است.
5. شرح أربعین حدیث، که از بهترین کتب در این موضوع می‌باشد.
6. حق‌الیقین، در اعتقادات است و به زبان فارسی نوشته شده‌است. (وی چندین کتاب کلامی دیگر نیز دارد)
7. زاد المعاد، در اعمال و ادعیه ماه‌ها (فارسی)
8. تحفة الزائر، در زیارات (فارسی)
9. عین الحیاة، شامل مواعظ و حکم برگرفته از آیات و روایات اهل بیت شیعه (فارسی)
10. صراط النجاة
11. حلیةالمتقین، در آداب و مستحبات زندگی روزانه و در طول زندگی (فارسی)
12. حیاة القلوب در تاریخ پیامبران و ائمه شیعه در سه جلد (فارسی)
13. مشکاة الأنوار، که مختصر حیات القلوب است (فارسی)
14. جلاء العیون در تاریخ و مصائب اهل بیت شیعه (فارسی)
15. توقیعات امام عصر همراه با ترجمه آنها.
16. کتب فراوانی به‌عنوان ترجمه احادیث خاص مانند ترجمه توحید مفضل و…
17. کتبی در موضوع ترجمه ادعیه و زیارات همچون: زیارت جامعه کبیره و دعای سمات و…
18. مقیاس المصابیح در تعقیبات نمازهای یومیه.
19. مَناهِجُ الحقِّ و النَّجاةِ یا رسالهٔ اعتقادات.
20. مفاتح الغیب در استخارات
21. ربیع الاسابیع در اعمال شب و روز جمعه
22. بیست و پنج رساله فارسی در موضوعات مختلف
23. کتاب الروضه در مبانی اخلاق و اندرزها و پندهای مفصل از ائمه اهل بیت شیعه
24. رساله تعیین روز قتل عمر و فضائل نهم ربیع الاول

## روز بزرگداشت
در تقویم روزشمار ایران روز ۳۰ مرداد ماه به نام روز بزرگداشت علامه مجلسی نام‌گذاری شده‌است.